# 低俗霊MONOPHOBIA
『低俗霊MONOPHOBIA』（ていぞくれいモノフォビア）は、原作：奥瀬サキ、作画：刻夜セイゴによる日本の漫画。『ヤングエース』（角川書店）にて2009年Vol.2号より2011年12月号まで連載された。単行本は全6巻。

## 概要
- 奥瀬の代表作『低俗霊狩り』のシリーズとしては第3作。単独作品ではなく、原作を担当した作品としては2作目となる。
- 前作『低俗霊DAYDREAM』と同様、『低俗霊狩り』のスピンオフ作品にあたる。
- 『低俗霊DAYDREAM』との世界観の共通性が明確に打ち出されており、前作のキャラクター「藤原充」「椚アイ」が登場している。
- いわゆる打ち切りで終了したため、舞入冬の実在を問う最終章を描くことはできなかったが、1年以上前に打診されたので伏線はおおむね回収できたとしている。[1][2]

## ストーリー
- それ何の骨?
- 少年ナイフ
- 犬の名前
- クマのポー、再び
- メヌゥの悪夢

## 登場人物
逢月舞入夏（ほうづき まいか）
霊感があり、潜在的に口寄せの能力を持つ女子高生。感情をあまり表さない、大人しい性格。元々霊を怖がっていたが、関わった事件を通し霊に向き合う事を決めた。ある一件から、驚くとすぐに漏らしそうになる癖がついてしまう。
双子の兄である舞入冬と肉体を共有しており、客観的には一種の多重人格とも言える。
肉体の使用権を日替わりで交代しており、いずれの場合も「逢月舞入夏」として生活している。入れ替わりを行うには睡眠を取る必要がある。一方が肉体を使って活動中には、もう一方は精神的な活動も停止しており、その間の記憶はない。肉体が睡眠に入ると、内面的な精神世界において両者の対話が可能となる。肉体を使用していた側が客観的な記憶を口頭で伝えた後、主観的な記憶の伝達を行ない、両者の記憶を補完している。
話し合い以外に幽霊に立ち向かう術を持たないが、一度舞入冬の声に導かれ謎の光を放つ掌底で悪霊を滅した。後に掌底を「青蓮月輪掌（セイレンガチリンショウ）」と名付け、凶暴化した霊を祓っている。なお、技名は神花曰く「ダサい」。
逢月舞入冬（ほうづき まいと）
舞入夏の双子の兄。快活でやや血の気の多い性格。
出生の前に死亡しているが、彼の精神は舞入夏の心の中に存在している。肉体を共有する。客観的には、もう一つの人格とも言える。中身が男である為かがさつで、下ネタもすぐ口にする性格である為空家はいつも逆セクハラの被害を受ける。時折公園に赴き誰かと会っているらしく、その事に関しては記憶の共有を拒否する(この件について舞入夏はこの理由を舞入冬の人格と体の性別が違うためだと考えているため何も言わない)。
妹の舞入夏とは違って霊感が無く、口寄せなどは出来ない。代わりに何らかの武術の様な物を使えるため、実体を持った人間などの相手が得意で、格闘技経験者を一撃で伸した事もあった。
十野空家（とおの くうや）
舞入夏の同級生の男子生徒。遅刻常習者。遅刻の理由は、家族の墓参りに毎朝通っている為。中学時代は野球部のエースかつ成績優秀でルックスも悪くなかった事から隠れた人気を博していたが、一度も交際した経験は無い。
一年前の夏、飛行機事故で家族を失った。その事に触れられると激昂し、誰彼構わず殴りつけてしまう。
本人によれば初めて性に目覚めたのは中学時代、体操着姿の偲乃を見てその後巨乳アイドルの動画でマスターベーションした事らしく、落ち込む偲乃を慰めようとしてうっかりカミングアウトしてしまい、しばらく舞入冬と偲乃に「うっかり」と呼ばれていた。
日芽偲乃（ひめ しの）
舞入夏の同級生の女子生徒。実家は「日之坂神社（ひのさかじんじゃ）」という神社。いつも木刀を真剣に見立てたイメージトレーニングを行っているせいか、剣道では個人戦3位の成績を誇る。中学時代は空家に憧れていたらしく、陰で「十野の彼女」と囁かれていた。
幼い頃、神社にお参りに来ていた学生に500円で穿いていたパンツを買われるという被害に遭っており、その時に性が目覚めたと語る。その後メヌゥの目を見てしまい500円と下着に関わる悪夢に悩まされる。
神社の家系であるが霊感は無い。彼の祖父には霊の存在を感じるだけの弱い霊感はあるものの、それが原因で神社に伝わる妖刀の事件に巻き込まれてしまう。
神花洸多郎（かんばな こうたろう）
養護教諭。本人の弁によれば、医師免許を所持。舞入夏（と舞入冬）が中学時代に起こした事件の関係で、カウンセリングを担当している。
高校の養護教諭になる以前は、「口寄屋」をしていたとの事。その界隈では有名な人物で、低級とは言え凶暴な霊であるエッシーを封印したりもしていた。愛車はシボレー・コルベット（C6型）。
口寄せを行わなくなった理由はジェーンに関係しているらしく、引退の理由は本人曰く「嫁は一人しか持てない。もう間違いは犯せない」との事。
ジェーン
金髪で抜群のスタイルを誇る「養護教諭助手」。犬と相性が悪いらしい。
一言も話すことは無いが、いつも笑顔で神花の命令を受けると即座に空家を連行してくる。その際は有無を言わせず腕を捻り上げる為、空家はうんざりしている。正体は不明だが、目を合わせただけで相手を催眠に掛けたり(神花曰く「眉毛を数えている」とのこと)と普通の人間で無い事は確か。
現在の本名は神花ジェーン。
エッシー
黒い犬の幽霊。「エッシー」とは愛称であり、正式な名はスイートキャラメル。名前の由来は仔犬の頃キャラメル色をしていたから。幸せに飼われていた犬であったが、飼い主の家族共々殺害されてしまい凶暴な霊と化す。
元は、神花によって陶器製の器（チェスの駒）に封印されていた凶暴な低級霊。「少年ナイフ」事件で、緊急事態に備えての護衛代わりとして使用されるも、ほとんど役に立たずに悪霊に敗退。それ以後、凶暴さを失って普通の犬の幽霊となり、舞入夏に懐いて付きまとう。
利口な犬であるが、英語で躾をされており、日本語の命令は理解できない。所構わず用足しをする傾向がある。幽霊だが、神社の境内に入っても平気な様子。
クマのポー/椚アイ
常時は熊の気ぐるみを着た不審者然とした外見をしており、周りから悉く「中途半端」と称されるキャラ付けを行っている。好きな物はカフェオレで、飲む時はホットであるにも関わらずストローを使い熱がっていた。口寄せが出来、実体を持った相手にはスタンガンで応戦する。
正体は低俗霊DAYDREAMに登場した椚アイで、かつての深小姫の様に仕事を行う際はボンデージを身に纏う。本人は着ぐるみを「なりきる事で様々な物が感じられる」からと行う。相棒のミツルに対してはサディスティックに振舞う。酒豪。

## 単行本
1. 低俗霊MONOPHOBIA 1：2010年4月3日初版発行 ISBN 978-4-04-715418-6
2. 低俗霊MONOPHOBIA 2：2010年5月1日初版発行 ISBN 978-4-04-715441-4
3. 低俗霊MONOPHOBIA 3：2010年9月4日初版発行 ISBN 978-4-04-715507-7
4. 低俗霊MONOPHOBIA 4：2011年2月4日初版発行 ISBN 978-4-04-715620-3
5. 低俗霊MONOPHOBIA 5：2011年9月3日初版発行 ISBN 978-4-04-715672-2
6. 低俗霊MONOPHOBIA 6：2012年2月4日初版発行 ISBN 978-4-04-120138-1